# محوطه کوته سرکلامرود
محوطه کوته سرکلامرود مربوط به دوران‌های تاریخی پس از اسلام است و در شهرستان املش، بخش رانکوه، روستای کلامرود واقع شده و این اثر در تاریخ ۲ آبان ۱۳۸۲ با شمارهٔ ثبت ۱۰۶۱۳ به‌عنوان یکی از آثار ملی ایران به ثبت رسیده است.